# Przepływy ekwiwalentne
Przepływy ekwiwalentne – wzajemne świadczenie między dwoma podmiotami. Najczęściej wynika ono z transakcji zakupu towaru lub usługi, którego skutkiem jest powstanie wydatków u jednej strony i wpływów u drugiej strony. W efekcie, w wyniku przepływu obie strony uzyskują świadczenia o ekwiwalentnej wartości. Wartość ta w warunkach gospodarki rynkowej wynika z mechanizmu rynkowego.
Innym rodzajem przepływów są płatności transferowe.